# الكريعات
الكريعات حي سكني في شمال بغداد بالرصافة، يحيط بها نهر دجلة من ثلاثة جهات، مجاورة لحي سبع أبكار شمالاً وشرقاً ونهر دجلة جنوباً وغرباً، وتقع الكريعات في غرب حي الربيع، وهو حي يتكون من الكريعات ومقاطعة الدهاليك، وجزء من سبع أبكار، تقع منطقة الكريعات في محلة 336، وهي محلة زراعية، ما زال يتزايد فيهما الاستعمال السكني حتى تكاد تزول فيها البساتين والمساحات الخضراء، وقد حُوّلتْ محلة 336 إلى الصنف السكني بعد أن كانت مصنفة أراضي زراعية، بطلب من أهالي الكريعات، ولذلك تُعدّ بيوتها المشيّدة بعد سنة 2003 ذات بناء جيّد.

## المحلة
محلة 336 ، مساحتها 1250 كم، من جامع مالك الملك شمالاً إلى بيت شفيق الكمالي شمال غرب إلى الزوية جنوب غرب.

## تاريخ المنطقة
قال الدكتور عماد عبد السلام في كتيبه «الأصول التأريخية لأسماء محلات بغداد»، المنشور من قبل أمانة بغداد، أن الكريعات تقع في أعلى الجانب الشرقي من شاطئ دجلة، سميت بذلك نسبة إلى عشيرة الكريعات العربية التي نزلت هنا إبّان العصر العثماني، كانت هذه المنطقة جزءا من رقة الشماسية في العهد العباسي، وهي نسبة إلى (الشمّاس)، وهو خادم الكنيسة ومرتبته دون القسيس، حيث أقيمت بالقرب منها الأديرة وهي دور الرهبان والراهبات، وقد هاجر إليها إبراهيم العلي قبل نحو أربعمائة عام قادماً إليها من الموصل في منطقة حمّام العليل من قرية (أم رمّانة) المسماة أيضاً قرية (الكرعة))، وعشيرة (الگريعات) هي من عشائر الجبور،وتسمية الكريعات هي نسبة إلى الكرعة كما يبدو، وقيل في رواية شعبية إن هذا الجد (إبراهيم العلي) كان كريماً مضيافاً، وقد حدث أن وضع صينية الطعام الحار على رأسه بانتظار الضيف، وبقي هكذا ينتظر حتى تساقط شعر رأسه من أثر الحرارة فأصبحت له قرعة (كرعة)، ومن ذلك جاءت تسمية (الكريعات)، وقد استقر أحفاده الخمسة، علي، وحسين، وفانوس، وهلال، وسهيل، فيها وشكلوا خمسة أفخاذ رئيسية، ما زالوا يسكنون فيها بالكامل في الكريعات، وتشكل معظم أهلها مع الذين عاشوا معهم من عشائر (بني حمدان) و (العبيد) و (بني سعد) و (العزة) وغيرهم.

## معالم

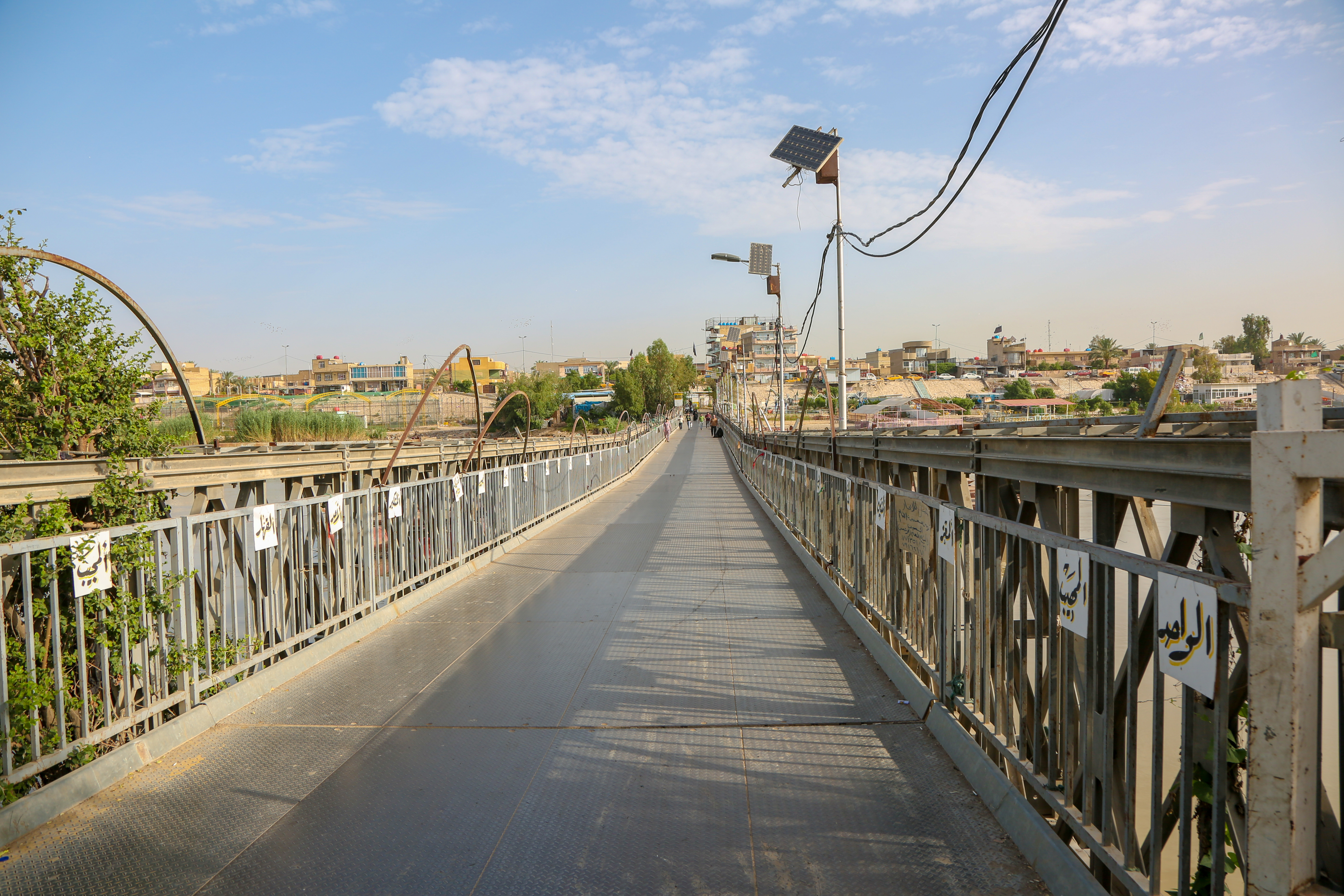
جسر الكريعات، يربط الكريعات بالكاظمية

من أهم معالم منطقة الكريعات هو جسر المشاة في الكريعات، وهو جسر مشاة فوق نهر دجلة، يربط منطقة الكريعات بالكاظمية ويسمى أيضاً ب (العبرة)

## صدام حسين ومعنى الكريعات
قال المؤرخ العراقي عماد عبد السلام رؤوف في مذكراته «ومن المصادفات المفيدة أن اتصل بي يوما سنة 1994 أحد أمناء بغداد. وقد نسيت اسمه الآن وطلب مني الحضور إلى مكتبه في مبنى الأمانة، مساءً، فلما ذهبت إليه أطلعني على كتاب رئاسي يتضمن تعليقة بخط أحمر أعرفه تتسائل عن معنى أسماء ثلاث محلات ببغداد هي الكريعات، وجزيرة أم الخنازير ومحلة أخرى نسيتها، وقال إن هذه التعليقة بخط صدام حسين ولم ندرِ كيف نجيبه على تساؤله. فأجبتُه أن الجواب سهل، وهو كذا وكذا، قال نعم ولكن لاحظ كلمة (إلخ) الواردة بعد التعليق، فأين تنتهي هذه المحلات؟ وماذا تشمل؟ قلتُ أعطني مدة عشرين يوما وأنا سأكتب تقريراً مختصراً ومركّزا بشمل 150 محلةً كانت تتألف منها بغداد في 1954. فوافق على الفور. وشرعتُ بالعمل وبعد انقضاء المدة بالضبط قدمت التقرير وكان يشمل أسماء المحلات القديمة وأصولها وأسباب تسميتها، فشكرني وانصرفتُ، وبعد نحو شهر علمت أن الرئيس أمر بطبع التقرير في كتاب ليجري توزيعه في مكتبات البيع، وطبع التقرير بصورته التي قدمتُه عليها، ولم تُتح لي فرصة مراجعته والتوسع فيه. فأنا أعلم أن صدام لا يحب الإسهاب في الإجابة».